# اولاف هولمستروپ
اولاف هولمستروپ (انگلیسی: Olaf Holmstrup؛ زادهٔ ۵ اکتبر ۱۹۳۰) دوچرخه‌سوار اهل دانمارک است.